# تپه گردخر
تپه گردخر مربوط به هزاره اول ق است و در شهرستان ارومیه، بخش سیلوانه، دهستان ترگور، ۶۰۰ متری شمال غرب روستای پسان واقع شده و این اثر در تاریخ ۲۵ آبان ۱۳۸۷ با شمارهٔ ثبت ۲۳۵۶۵ به‌عنوان یکی از آثار ملی ایران به ثبت رسیده است.